# Accidente ferroviario de Andría–Corato de 2016

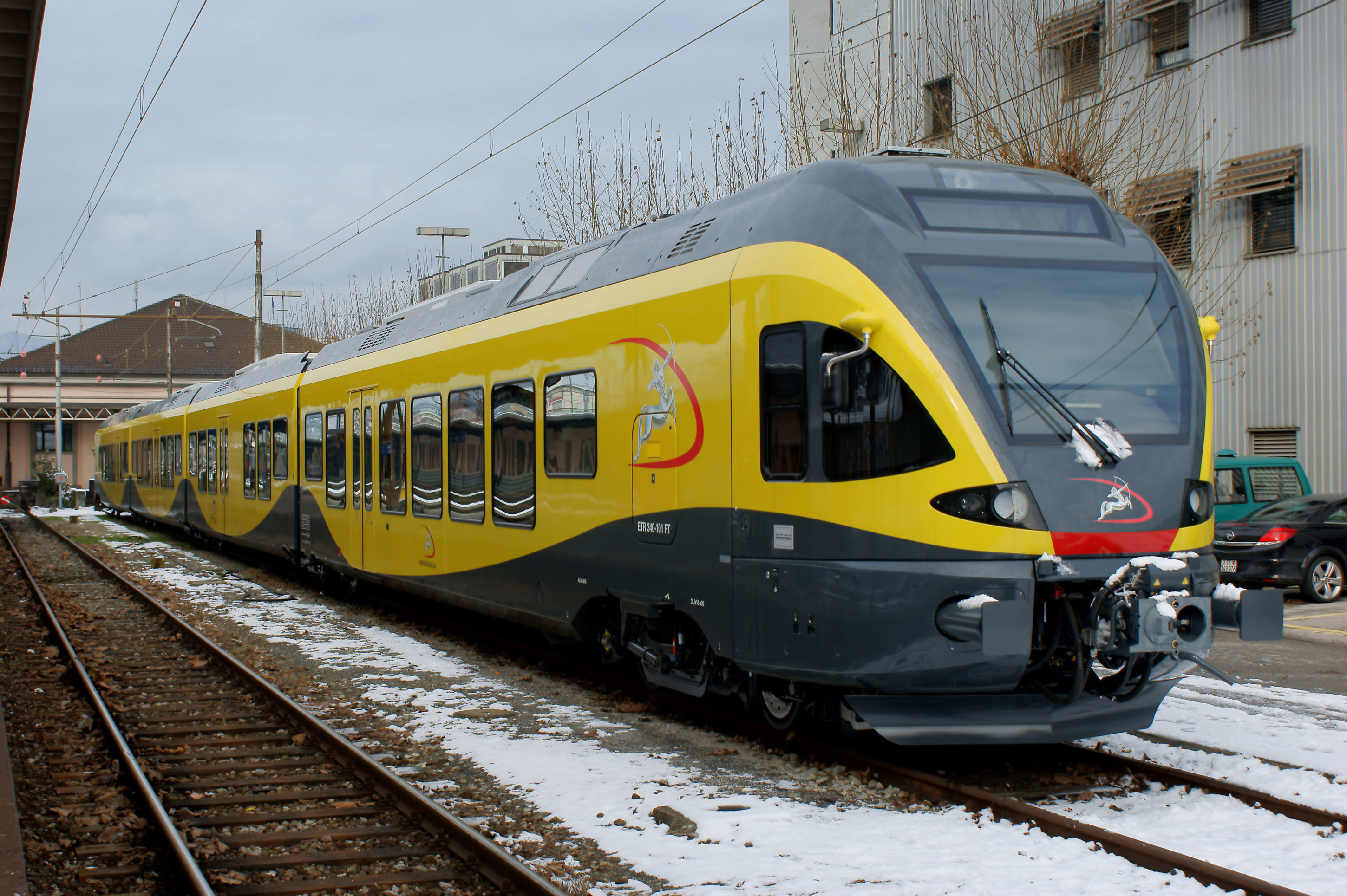
Tren ETR 340 similar a otro de los involucrados en el accidente.

El accidente ferroviario de Andría-Corato ocurrió el 12 de julio de 2016 cuando dos trenes regionales de pasajeros de la línea de ferrocarril Bari-Barletta chocaron frontalmente entre las localidades de Andría y Corato en la región de Apulia, en el sur de Italia, dejando un saldo de 23 muertos y 54 heridos.

## Antecedentes
La línea de Bari-Barletta cuenta con catenaria electrificada de 3.000 V CC. Desde la década de 1990 la línea fue reformada, y en la mayor parte de su trazado posee doble vía. El accidente ocurrió entre las estaciones de Corato y Andría, en la sección de vía única que queda de la línea entre Ruvo di Puglia y Barletta, con una extensión de 37 kilómetros. En ese tramo se opera con la señalización de "bloque telefónico", donde los jefes de estación deben notificar a la llegada de los trenes y de informar a los conductores si es seguro partir. En abril de 2012, con fondos de la Unión Europea, se anunció la modernización y mejoras de la sección para que sea de doble vía, pero en el momento del accidente la obra solo había sido objeto de una licitación.

## Accidente
La colisión se produjo a las 11:06 hora local (09:06 GMT) en un área rural, junto a un campo de olivos, aproximadamente seis kilómetros de la estación de Andría y 51 kilómetros de Bari. Los trenes implicados fueron un ETR 340 Stadler Flirt (con sentido de Bari a Barletta) y una Alstom Coradia ELT 200 (con sentido de Barletta a Bari), siendo cada uno una unidad múltiple con cuatro coches. Estaban viajando a velocidades de hasta 100 kilómetros por hora en direcciones opuestas.
El accidente ocurrió en una curva, motivo por el cual ninguno de los maquinistas tuvo oportunidad de ver el otro tren, o intentar una frenada de emergencia, antes de la colisión. Los dos primeros vagones y la parte delantera del tercer coche ET1016, y el carro del conductor del ET1021, se desintegraron en el impacto; el segundo coche de ET1021 descarriló y fue gravemente dañado; los otros coches de ambos trenes se mantuvieron casi intactos.

### Víctimas
23 personas murieron y 54 resultaron heridas. Los dos conductores fallecieron.

### Rescate
Un hospital de campaña se creó adyacente al lugar del accidente. Algunos de los heridos fueron transportados por helicóptero a un hospital. Se hizo un llamamiento a la población local para donar sangre. Alrededor de 200 personales de servicio de emergencia estaban involucrados en las labores de rescate, así como miembros del Ejército Italiano.

## Reacciones
El primer ministro italiano, Matteo Renzi, canceló una visita a Milán, volvió a Roma y luego, por la tarde, visitó el lugar del accidente. El presidente italiano, Sergio Mattarella, expresó sus condolencias por el accidente, al igual que el Papa Francisco. El alcalde de Corato, Massimo Mazzilli, dijo que la escena era «como si un avión se había caído del cielo».

## Investigación
La Agenzia Nazionale per la Sicurezza delle Ferrovie (ANSF) es responsable de la investigación de accidentes ferroviarios en Italia. El operador ferroviario indicó que había conseguido los registros de las comunicaciones entre las estaciones en cada extremo del tramo de vía única y las llamadas telefónicas realizadas entre los jefes de estación y los dos conductores. La grabadora de uno de los trenes fue recuperado, mientras que el otro fue destruido.
Las respuestas iniciales de la investigación pública dirigida por el Ministerio Público del Tribunal de Justicia de Trani, dijeron que el despacho de salida de Andría para el ET1021 no debería haberse dado porque, cuando salió de la estación, el ET1016 ya estaba en marcha. El 14 de julio de 2016, los jefes de estación tanto de Corato como de Andría se colocaron bajo investigación por su papel en el desastre.